# Дутово
Дутово (коми Дутов) — село в Вуктыльском муниципальном округе на востоке Республики Коми. Располагается на левом берегу реки Печоры примерно в 30 км по прямой на западо-юго-запад от города Вуктыла. Население на 2010 год — 957 человек.

## История
Деревня возникла в первой половине XIX века.  Побывавший здесь в 1843 году промышленник  В. Н. Латкин отметил, что деревня расположена на правом берегу Печоры — «на боровой крути правого берега стоят рядом семь домов деревни Дутовой, где хлеба уже не сеют, за недостатком будто бы удобных мест». В списке населённых мест 1859 года — деревня Дутово (Дутов), 9 дворов, 56 жителей (24 мужчины, 32 женщины). В 1892 году в деревне Дутовской жили 53 человека (25 мужчин, 28 женщин). В 1916 году в деревне имелось 27 дворов, 79 жителей (33 мужчины, 46 женщин), обитатели носили фамилии Денисов, Мартюшев, Шахтаров, Мезенцев, Бажуков, Попов, Пыстин. В 1926 году в Дутово было 36 дворов, 98 жителей (45 мужчин, 53 женщины). В 1930 году в деревне размещались школа и потребительское общество. 
В последующие десятилетия население Дутово значительно увеличилось (в частности, за счёт притока русских переселенцев). В начале 1949 года Дутово входило в Савиноборский сельсовет. 29 июля 1949 года Президиум Верховного Совета Коми АССР постановил образовать Дутовский сельсовет, в состав которого вошли населённые пункты Сойю, Ичетди, Кузьдибож, Кистэд, Лемты, Юркаёль. В 1970 году в селе было 2885 жителей. В 1970—1980-е их численность сократилась: до 2240 человек в 1979 году; до 1884 человек (928 мужчин, 956 женщин, коми 31 %, русские 53 %) в 1989 году. В 1990 году здесь жили 1847 человек, в 1992 году —1883 человека, в 1995 году — 1698 человек, в 2000 году — 1571 человек, в 2002 году — 1321 человек (626 мужчин, 695 женщин).
В декабре 2015 года статус  Вуктыльского района был изменён на городской округ, все существовавшие в составе района сельские поселения были упразднены и село Дутово вошло в состав городского округа Вуктыл. С 1 июня 2023 года городской округ «Вуктыл» в Республике Коми наделён статусом муниципального округа.

## Население
Постоянное население — 957 человек (2010, перепись). Национальный состав: русские 55 %, коми 30 % (2002).

## Климат
Климат в Вуктыльском регионе умеренно-континентальный, с довольно суровой зимой, коротким прохладным летом. Климат формируется в условиях малого количества солнечной радиации зимой, под воздействием северных морей и интенсивного западного переноса воздуха. Средняя температура января — минус 19,7 ºС, июля — плюс 15,2 ºС. Средняя годовая температура воздуха за многолетний период составляет минус 2,6 ºС. Средняя продолжительность безморозного периода составляет 67 дней. Летом в ясные и особенно безветренные дни температура почвы обычно бывает значительно выше температуры воздуха: даже в районах вечной мерзлоты температура на поверхности почвы может доходить до плюс 40 ºС. Самым теплым месяцем года является июль (средняя месячная температура +16°С), самым холодным месяцем — январь (-19,5°С). Среднегодовая температура воздуха равна −2,7°С. Число дней со средней суточной температурой воздуха выше нуля градусов составляет 164.